# Кабушкин, Иван Константинович
Иван Константинович Кабушкин (настоящая фамилия Кабушка) (2 (15) февраля 1915, деревня Малаховцы, Новогрудский уезд, Минская губерния, Российская империя — 1943, Минск) — участник Минского партизанского подполья в годы Великой Отечественной войны.

## Биография
Родился в деревне Малаховцы Минской губернии (ныне Барановичский район, Брестская область). События Первой мировой войны вынудили семью Кабушкиных бежать на восток. В эвакуации тяжело заболел и умер отец Ивана, и мать осталась одна с двумя малолетними детьми. До 1917 года семья жила в Чебоксарах, после переехала в Казань.
После окончания семи классов школы И. Кабушкин отучился на водителя трамвая и два года работал по специальности.
В Красной Армии с 1935 года. В 1939 году участвовал в боях на Халхин-Голе и польском походе Красной Армии. В 1940 году участвовал в советско-финской войне, был ранен.
В 1941 году служил в звании лейтенанта вблизи западной границы СССР. В начале Великой Отечественной войны попал в окружение и плен. Был доставлен в лагерь военнопленных в Минск, с помощью местных жителей совершил побег и включился в антифашистскую борьбу.
Осенью 1941 года во главе небольшой боевой группы выполнял разведывательные и диверсионные операции, совершал налёты на вражеские автомашины; по заданию руководства Минского подполья и командования партизанских отрядов и бригад добывал оружие, боеприпасы, медикаменты, спасал людей из лагерей смерти. У него были подпольные клички Жан, Бабушкин, Сашка, Назаров. С мая 1942 года являлся руководителем оперативной группы Минского подпольного горкома партии по борьбе с вражескими агентами и провокаторами. Участвовал в издании и распространении нелегальной литературы.
Также руководил разведывательными и диверсионными операциями за пределами Минска, в частности обнаружением аэродрома противника в Барановичской области и организацией засад на трассах Минск-Логойск и Минск-Столбцы.
4 февраля 1943 года при выполнении боевого задания был схвачен гитлеровцами, погиб в тюрьме.
В 1965 году Ивану Кабушкину посмертно было присвоено звание Героя Советского Союза.

## Награды
- Медаль «Золотая Звезда»;
- орден Ленина.

## Память
- В честь И. К. Кабушкина посёлок Торбалово Барановичского района переименован в Кабушкино.
- Памятники:
  - на родине героя;
  - в пос. Мирный Барановичского района
- Школы:
  - г. Барановичи — СШ № 12.
  - аг. Мирный — Мирновская СШ
  - г. Минск — СШ № 77.
- Улицы:
  - Минск — улица и переулок;
  - Барановичи.
  - Казань (посёлок Вознесенское).
- Трамвайное депо в Казани, где он работал. Как памятник у здания Управления ККП ПОГЭТ был установлен трамвайный вагон Х № 24 (на нём Кабушкин работал до войны). В 1999 году восстановлен как ходовой, а в 2010 году снова установлен как памятник у нового здания управления МУП Метроэлектротранс, где и находится по сей день.
- Другие объекты:
  - открыты посвящённые ему музеи в Барановичской средней школе № 12[1] и Ястрембельской школе-интернате Барановичского района[2];
  - посвящён стенд в Белорусском государственном музее истории Великой Отечественной войны;
  - Иван Григорьевич Новиков Ивану Кабушкину («Жану») и его боевым товарищам посвятил первую книгу трилогии «Минский фронт» — «Руины стреляют в упор»;
  - Виталий Четвериков снял в 1970-х годах на киностудии «Беларусьфильм» 6-серийный телевизионный сериал «Руины стреляют…», в роли Ивана Кабушкина — Игорь Ледогоров;
  - Шамиль Ракипов написал документальную повесть «Откуда ты, Жан?» (1969 год — на татарском языке, 1974 год — на русском).